# Reina Sudamericana 2004
El concurso de belleza Reina Sudamericana 2004 fue realizado en el Hotel Portales de Cochabamba, Bolivia el 29 de octubre de 2004. 12 participantes habían competido por el título. Tania Domanickzy, de Paraguay, ganó el certamen.

## Resultados
Reina Sudamericana 2004: Tania Domanickzy (Paraguay)
- 1.ª Finalista: Mónica Jaramillo (Colombia)
- 2.ª Finalista: Nuvia Montenegro (Bolivia)
- 3.ª Finalista: Catarina Guerra (Brasil)
- 4.ª Finalista: Lucía Alva Espinoza (Perú)

### Premios especiales
- Miss Amistad - Brasil
- Miss Fotogénica - Paraguay
- Mejor Traje Típico - Paraguay
- Miss Internet - Venezuela
- Miss Elegancia - Costa Rica
- Mejor Figura - Bolivia
- Mejor Rostro - Venezuela
- Mejor Pelo - Perú
- Mejor Sonrisa - Paraguay

## Candidatas
| País       | Nombre                            | Edad | Altura (cm) | Ciudad Natal o de Residencia |
| ---------- | --------------------------------- | ---- | ----------- | ---------------------------- |
| Argentina  | Grisel Rita Hitoff                | 25   | 172         | Buenos Aires                 |
| Bolivia    | María Nuvia Montenegro Apuri      | 18   | 177         | Reyes                        |
| Brasil     | Catarina de Lima Guerra           | 19   | 173         | Boa Vista                    |
| Chile      | Hil Hernández                     | 20   | 180         | Castro                       |
| Colombia   | Mónica Patricia Jaramillo Giraldo | 20   | 176         | Marinilla                    |
| Costa Rica | Nancy Soto Martínez               | 23   | 181         | Heredia                      |
| Ecuador    | Valeska Alexandra Saab Gómez      | 20   | 172         | Guayaquil                    |
| Panamá     | Ivy Ruth Ortega Coronas           | 20   | 173         | Ciudad de Panamá             |
| Paraguay   | Tania María Domanickzy Vargas     | 21   | 175         | Asunción                     |
| Perú       | Lucía Alva Espinoza               | 25   | 174         | Trujillo                     |
| Uruguay    | Carolina Brigitte Degener         | 19   | 180         | Montevideo                   |
| Venezuela  | María Andrea Gómez Vásquez        | 19   | 175         | Mérida                       |